# 맷 데이먼의 작품 목록

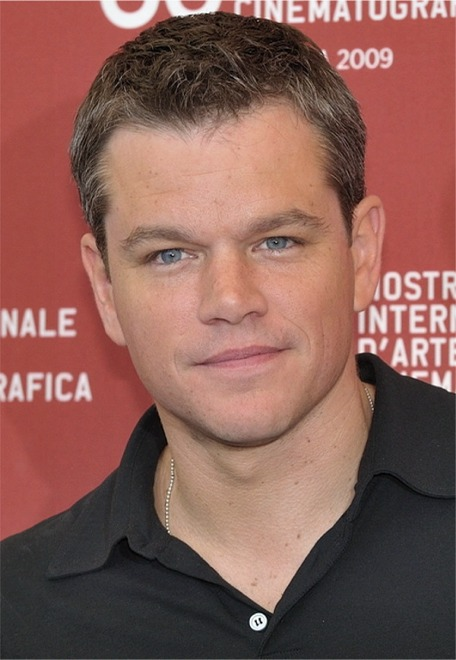
2009년 9월 7일, 제66회 베니스 국제영화제에서 데이먼.

다음은 미국의 배우, 제작자, 극작가 맷 데이먼의 작품 목록이다. 벤 애플렉과 공동으로 각본을 쓴 1997년 영화 《굿 윌 헌팅》으로 미국 아카데미상 최우수 각본상을 수상하였고, 여러 시상식의 수많은 상에 후보 지명되었다.

## 영화
| 개봉 년도 | 제목                                        | 역할                   | 비고                    |
| --------- | ------------------------------------------- | ---------------------- | ----------------------- |
| 1988      | 《미스틱 피자》                             | 스티머                 |                         |
| 1988      | 《모정》                                    |                        | 보조 출연               |
| 1989      | 《꿈의 구장》                               | 펜웨이 파크의 야구 팬  | 크레딧되지 않음         |
| 1990      | 《로빈슨 가족》                             | 찰리 로빈슨            | 텔레비전 영화           |
| 1992      | 《스쿨 타이》                               | 찰리 딜런              |                         |
| 1993      | 《제로니모》                                | 브리튼 데이비스        |                         |
| 1995      | 《굿 올드 보이즈》                          | 코튼 캘러웨이          | 텔레비전 영화           |
| 1996      | 《글로리 데이즈》                           | 에드거 퍼드왜커        |                         |
| 1996      | 《커리지 언더 파이어》                      | 일라리오               |                         |
| 1997      | 《체이싱 아미》                             | 숀 오런                |                         |
| 1997      | 《레인메이커》                              | 루디 베일러            |                         |
| 1997      | 《굿 윌 헌팅》                              | 윌 헌팅                |                         |
| 1998      | 《라이언 일병 구하기》                      | 제임스 프랜시스 라이언 |                         |
| 1998      | 《라운더스》                                | 마이크 맥더멋          |                         |
| 1999      | 《도그마》                                  | 로키                   |                         |
| 1999      | 《리플리》                                  | 톰 리플리              |                         |
| 2000      | 《타이탄 A.E.》                             | 케일 터커              | 목소리 출연             |
| 2000      | 《베가 번스의 전설》                        | 래널프 주너            |                         |
| 2000      | 《파인딩 포레스터》                         | 스티븐 샌더슨          |                         |
| 2000      | 《올 더 프리티 호시즈》                     | 존 그레이디 콜         |                         |
| 2001      | 《제이 앤 사일런트 밥》                     | 본인 / 윌 헌팅         | 크레딧되지 않음         |
| 2001      | 《오션스 일레븐》                           | 라이너스 콜드웰        |                         |
| 2001      | 《마제스틱》                                | 루크 트림블            | 목소리 출연             |
| 2002      | 《제리》                                    | 게리                   |                         |
| 2002      | 《스피릿》                                  | 스피릿                 | 목소리 출연             |
| 2002      | 《써드 휠》                                 | 케빈                   | 크레딧되지 않음         |
| 2002      | 《본 아이덴티티》                           | 제이슨 본              |                         |
| 2002      | 《컨페션》                                  | 맷                     |                         |
| 2003      | 《붙어야 산다》                             | 밥 테너                |                         |
| 2004      | 《유로트립》                                | 도니                   |                         |
| 2004      | 《저지 걸》                                 | 홍보 경영진 2          |                         |
| 2004      | 《본 슈프리머시》                           | 제이슨 본              |                         |
| 2004      | 《오션스 트웰브》                           | 라이너스 콜드웰        |                         |
| 2004      | 《하워드 진: 달리는 기차 위에 중립은 없다》 | 내레이터               | 다큐멘터리              |
| 2005      | 《그림 형제: 마르바덴 숲의 전설》           | 빌헬름 그림            |                         |
| 2005      | 《위대한 황야: 달에서의 걸음》              | 알 셰퍼드              | 목소리 출연, 다큐멘터리 |
| 2005      | 《시리아나》                                | 브라이언 우드먼        |                         |
| 2006      | 《디파티드》                                | 콜린 설리번            |                         |
| 2006      | 《굿 셰퍼드》                               | 에드워드 윌슨          |                         |
| 2007      | 《오션스 13》                               | 라이너스 콜드웰        |                         |
| 2007      | 《본 얼티메이텀》                           | 제이슨 본              |                         |
| 2007      | 《사하라 달리기》                           | 내레이터               | 다큐멘터리              |
| 2007      | 《유스 위드아웃 유스》                      | 라이프 매거진 리포터   | 크레딧되지 않음         |
| 2008      | 《체 게바라 2부: 게릴라》                   | 슈워츠 신부            |                         |
| 2009      | 《벼랑 위의 포뇨》                          | 코이치                 | 목소리 출연, 영어 더빙  |
| 2009      | 《올 인: 더 포커 무비》                     | 본인                   | 다큐멘터리              |
| 2009      | 《인포먼트》                                | 마크 휘태커            |                         |
| 2009      | 《우리가 꿈꾸는 기적: 인빅터스》            | 프랑수아 피나르        |                         |
| 2009      | 《피플 스피크》                             | 본인                   | 다큐멘터리              |
| 2010      | 《그린 존》                                 | 로이 밀러              |                         |
| 2010      | 《히어애프터》                              | 조지 론건              |                         |
| 2010      | 《더 브레이브》                             | 러버프                 |                         |
| 2010      | 《인사이드 잡》                             | 내레이터               | 다큐멘터리              |
| 2010      | 《틴에이지 파파라치》                       | 본인                   | 다큐멘터리              |
| 2011      | 《컨트롤러》                                | 데이비드 노리스        |                         |
| 2011      | 《히즈 웨이》                               | 본인                   | 다큐멘터리              |
| 2011      | 《아메리칸 티처》                           | 본인                   | 다큐멘터리              |
| 2011      | 《컨테이젼》                                | 미치 엠호프            |                         |
| 2011      | 《마가렛》                                  | 에런 칼지              |                         |
| 2011      | 《해피 피트 2》                             | 빌                     | 목소리 출연             |
| 2011      | 《우리는 동물원을 샀다》                    | 벤저민 미              |                         |
| 2012      | 《프라미스드 랜드》                         | 스티브 버틀러          |                         |
| 2012      | 《라디오맨》                                | 본인                   | 다큐멘터리              |
| 2013      | 《엘리시움》                                | 맥스 다코스타          |                         |
| 2013      | 《제로법칙의 비밀》                         | 회장                   |                         |
| 2014      | 《모뉴먼츠 맨: 세기의 작전》                | 제임스 그레인저        |                         |
| 2014      | 《인터스텔라》                              | 만 박사                |                         |
| 2015      | 《마션》                                    | 마크 와트니            |                         |
| 2016      | 《제이슨 본》                               | 제이슨 본              |                         |
| 2016      | 《더 그레이트 월》                          | 윌리엄 가린            |                         |
| 2017      | 《다운사이징》                              | 폴 사프라넥            |                         |
| 2017      | 《서버비콘》                                | 가드너 로지            |                         |
| 2017      | 《토르: 라그나로크》                        |                        | 카메오                  |
| 2018      | 《언세인》                                  | 퍼거슨 형사            | 카메오                  |
| 2018      | 《데드풀 2》                                | 디키 그린리프          | 카메오                  |
| 2018      | 《포드 V 페라리》                           | 캐럴 셸비              |                         |
| 2019      | 《Jay and Silent Bob Reboot》               | 로키                   | 카메오                  |
| 2021      | 《스틸워터》                                | 빌 베이커              |                         |
| 2021      | 《라스트 듀얼: 최후의 결투》                | 장 드 카루즈           |                         |
| 2023      | 《에어》                                    | 필 나이트              |                         |
| 2023      | 《오펜하이머》                              | 레슬리 그로브스        |                         |
| 2024      | 《드라이브어웨이 돌스》                     |                        |                         |
| 2024      | 《이프: 상상의 친구》                       | 써니                   | 목소리                  |
| 2024      | 《인스티게이터》                            | 로리                   |                         |
| 2026      | 《더 립》                                   |                        |                         |
| 2026      | 《오디세이》                                |                        |                         |

### 텔레비전
| 개봉 년도                | 제목                            | 역할               | 비고                                                             |
| ------------------------ | ------------------------------- | ------------------ | ---------------------------------------------------------------- |
| 1990                     | 《라이징 손》                   | 찰리 로빈슨        | TV 영화                                                          |
| 2001 ~ 2005, 2015 ~ 현재 | 《프로젝트 그린라이트》         |                    | 33회 에피소드                                                    |
| 2002                     | 《새터데이 나이트 라이브》      | 본인 (진행)        | 1개 에피소드: "Matt Damon/Bruce Springsteen & The E Street Band" |
| 2002                     | 《버니 맥 쇼》                  | 본인               | 1회 에피소드: "Keep It on the Short Grass"                       |
| 2002                     | 《윌 앤 그레이스》              | 오언               | 1회 에피소드: "A Chorus Lie"                                     |
| 2003 ~ 2009              | 《저니 투 플래닛 어스》         | 내레이터           | 9회 에피소드                                                     |
| 2007                     | 《내 친구 아서》                | 본인               | 1회 에피소드: "The Making of Arthur/Dancing Fools", 목소리 출연  |
| 2009                     | 《안투라지》                    | 본인               | 1회 에피소드: "Give a Little Bit"                                |
| 2010 ~ 2011              | 《30 Rock》                     | 캐럴 버넷          | 4회 에피소드                                                     |
| 2011                     | 《새터데이 나이트 라이브》      | 잘생긴 마약 중독자 | 1회 에피소드: "Katy Perry/Robyn"                                 |
| 2013                     | 《지미 키멀 라이브!》           | 본인 (진행)        | 1회 에피소드: "Jimmy Kimmel Sucks!"                              |
| 2013                     | 《하우스 오브 라이즈》          | 본인               | 1회 에피소드: "Damonschildren.org"                               |
| 2013                     | 《쇼를 사랑한 남자》            | 스콧 소슨          | TV 영화                                                          |
| 2014                     | 《이어스 오브 라이빙 댄저러스》 | 본인               | 1회 에피소드: "A Dangerous Future"                               |
| 2015                     | 《갤럭시 월드 오브 아리사》     | 베르, 이크         | 영국과 미국 더빙판                                               |

### 프로듀서
| 개봉 년도       | 제목                        | 역할             | 비고          |
| --------------- | --------------------------- | ---------------- | ------------- |
| 1997            | 《굿 윌 헌팅》              | 각본가           |               |
| 2001년 ~ 2005년 | 《프로젝트 그린라이트》     | 총괄 프로듀서    | 33개 에피소드 |
| 2002            | 《제리》                    | 각본가, 편집자   |               |
| 2002            | 《도둑맞은 여름》           | 프로듀서         |               |
| 2003            | 《써드 휠》                 | 총괄 프로듀서    |               |
| 2002            | 《푸시, 네바다》            | 총괄 프로듀서    | 8개 에피소드  |
| 2002            | 《스피크이지》              | 총괄 프로듀서    |               |
| 2003            | 《올 그로운 업》            | 총괄 프로듀서    | 텔레비전 영화 |
| 2003            | 《배틀 오브 쉐이커 하이츠》 | 총괄 프로듀서    |               |
| 2005            | 《피스트》                  | 총괄 프로듀서    |               |
| 2007            | 《사하라 달리기》           | 총괄 프로듀서    | 다큐멘터리    |
| 2009            | 《피플 스피크》             | 총괄 프로듀서    | 다큐멘터리    |
| 2010            | 《피플 스피크 UK》          | 총괄 프로듀서    | 다큐멘터리    |
| 2012            | 《프라미스드 랜드》         | 각본가, 프로듀서 |               |
| 2014            | 《모어 타임 위드 패밀리》   | 총괄 프로듀서    | 텔레비전 영화 |
| 2016            | 《맨체스터 바이 더 씨》     | 프로듀서         |               |
| 2017            | 《밴딩 디 아크》            | 총괄 프로듀서    | 다큐멘터리    |

## 같이 보기
- 맷 데이먼의 수상 및 후보 목록